# Вологда (песня)
Письма, письма лично на почту ношу,

Словно я роман с продолженьем пишу.

Знаю, знаю точно, где мой адресат, —

В доме, где резной палисад.

Где же моя темноглазая, где?

В Вологде-где-где-где,

В Вологде-где,

В доме, где резной палисад.
«Во́логда» — песня на слова М. Л. Матусовского. Музыка Б. А. Мокроусова.

## История
«Вологда» написана в 1956 году. Тогда же её записал вместе с оркестром русских народных инструментов популярный тогда певец Владимир Нечаев. Первые две строчки в ранних исполнениях были такими: «Песни, песни сам для неё я пишу. Письма, письма лично на почту ношу». А припев начинался так: «Где же моя, темноглазая, где? В Вологде, Вологде, В-о-о-о-логде!»
Но песня «не пошла». Спустя два года — в 1958 году — Нечаев решил песню перезаписать: немного ускорил темп и изменил припев «В Вологде-где-где-где, В-о-о-о-логде». Песня звучала в 1966 году в спектакле Государственного академического Малого Театра «Белые облака», поставленном Е. Р. Симоновым по пьесе В. И. Блинова. В спектакле песню исполнял актёр Малого театра Михаил Новохижин, игравший роль слепого баяниста Якова. Но песня так и осталась незамеченной и «легла на полку».
Появившись в 1970 году, ВИА «Песняры» исполнял исключительно белорусские песни, но в Минкультуры их буквально заставили взять в репертуар произведения советских авторов. И вот тогда они обратились к Михаилу Матусовскому с вопросом «А нет ли чего-нибудь интересного для их ансамбля?» Матусовский, которому тогда было просто некогда, решил от ребят отмахнуться и просто отдал им какую-то старую-старую песню не глядя. Каково же было его изумление, когда они ему вновь позвонили и попросили его изменить первые две строчки. Матусовский удивился, но изменил.
По свидетельству основателя и художественного руководителя «Песняров» Владимира Мулявина, поначалу песня коллективу не понравилась:
И по интонации, и по мелодии она мне поначалу не приглянулась. И если бы не участник ансамбля Володя Николаев (он сам родом из Вологды), мы, может быть, и не взялись бы за работу. Но Володя нас заразил своей увлечённостью. И всё же мы считали, что это будет «одноразовый» номер. Невероятный успех песни на концерте был для нас большой неожиданностью. Заставили петь «на бис».
В инструментальное сопровождение песни была введена партия баяна, чтобы лучше проиллюстрировать атмосферу послевоенного времени. Такое решение было нетрадиционным для бит-группы. Тем не менее, вскоре баян стал использоваться ВИА «Пламя» и «Лира», а впоследствии рок-группой «Ноль».
Автор текста поэт Михаил Матусовский связывает успех песни с работой Владимира Мулявина:
После того как Владимир Мулявин «поколдовал» над песней, сделал инструментовку, где-то что-то «тронул», она заискрилась, зазвенела, заулыбалась. «Песняры» открыли в ней всю неповторимость мокроусовского дарования. И произошло её второе рождение.
Всесоюзная премьера песни в исполнении ВИА «Песняры» состоялась 28 марта 1976 года на творческом вечере Михаила Матусовского в Колонном зале Дома Союзов. Песню исполнил солист Анатолий Кашепаров. На первом исполнении песни публика вызвала группу на бис, что было непривычным для официальных мероприятий. Тем не менее, организаторы концерта пошли навстречу требованиям зрителей, тем более, что прямая трансляция не позволяла вырезать выступление из эфира. Творческий вечер транслировало Всесоюзное радио, а через несколько дней он был показан по Центральному телевидению. В декабре 1976 года песня прозвучала на заключительном вечере фестиваля «Песня-76» (эфир 1 января 1977 года). Песня удостоилась бурной овации, но повторить её на бис не позволили строгие временные рамки телесъёмки. С этого времени началось победное шествие песни по стране. После этого песня «Вологда» постоянно присутствует в репертуаре «Песняров».
Это простая, доходчивая песня, которая перепела уже немало песен.Валерий Дайнеко, исполнитель группы «Белорусские Песняры»
Песня является неофициальным гимном города Вологды. Она звучит по прибытии в Вологду и отправлении из Вологды фирменного пассажирского поезда «Белые ночи» (поезд № 617 Вологда — Санкт-Петербург, поезд № 618 Санкт-Петербург — Вологда), а также ранее действующего фирменного скорого поезда «Вологодские зори» (поезд № 59 Вологда — Москва, поезд № 60 Москва — Вологда).
При этом резной палисад не совсем типичен для архитектуры Вологды. Существует даже городская легенда, согласно которой единственным домом с резным палисадом в Вологде на момент выхода в свет песни якобы был кожно-венерологический диспансер. Однако палисады встречались у многих домов вплоть до 1960-х — 1980-х годов, когда большая их часть оказалась утрачена в ходе расширения улиц.

## Версии ансамбля «Песняры»
Впервые, судя по номеру диска, «Вологда» в исполнении «Песняров» вышла на авторском диске поэта Михаил Матусовский. Стихи и песни (1976). В том же году — на компиляции Для вас, женщины (1976). Лишь после этого появилась на миньоне «Песняров» вместе с песнями «И здесь гора, и там гора» и «За полчаса до весны»: гибкий монофонический (Г62-05805-6) и «твёрдый» стереовариант (С62-08221-2). Также была выпущена односторонняя пластинка в редком формате 4".
В альбом Песняры III (1978) вошла перезаписанная версия песни:
На диске представлена другая версия «Вологды», нежели на миньоне. Кроме ощутимого hall-эффекта видоизменен также текст песни. Альбомная версия начинается словами: «Письма лично сам я на почту ношу…», а миньонная — «Письма, письма лично на почту ношу…».

## Известные исполнители
- Михаил Михайлович Новохижин
- Владимир Александрович Нечаев
- Алексей Иванович Усманов
- ВИА «Песняры»
- ВИА «Добры Молодцы»